# Derbe
Derbe (gr. Δέρβη) − starożytne miasto w Azji Mniejszej, w Likaonii, sąsiadujące z Listrą.
Miasto zostało wymienione w Nowym Testamencie w Dziejach Apostolskich. Odwiedzili je Paweł Apostoł wraz z Barnabą. Znajdowało się na szlaku prowadzącym z Tarsu do Ikonium. Dzięki działalności ewangelizacyjnej w mieście rozwinęła się wspólnota chrześcijańska. Chrześcijańskich mieszkańców miasta dotknęło prześladowanie w czasach Dioklecjana.
Dzisiaj lokalizuje się pozostałości Derbe 24 km na północ od tureckiego Karamanu (starożytna Laranda), na kopcu Kerti Hüyük.